# Excalibur Cobra
 Excalibur Cobra – samochód sportowy klasy kompaktowej produkowany pod amerykańską marką Excalibur w latach 1993–1997.

## Historia i opis modelu

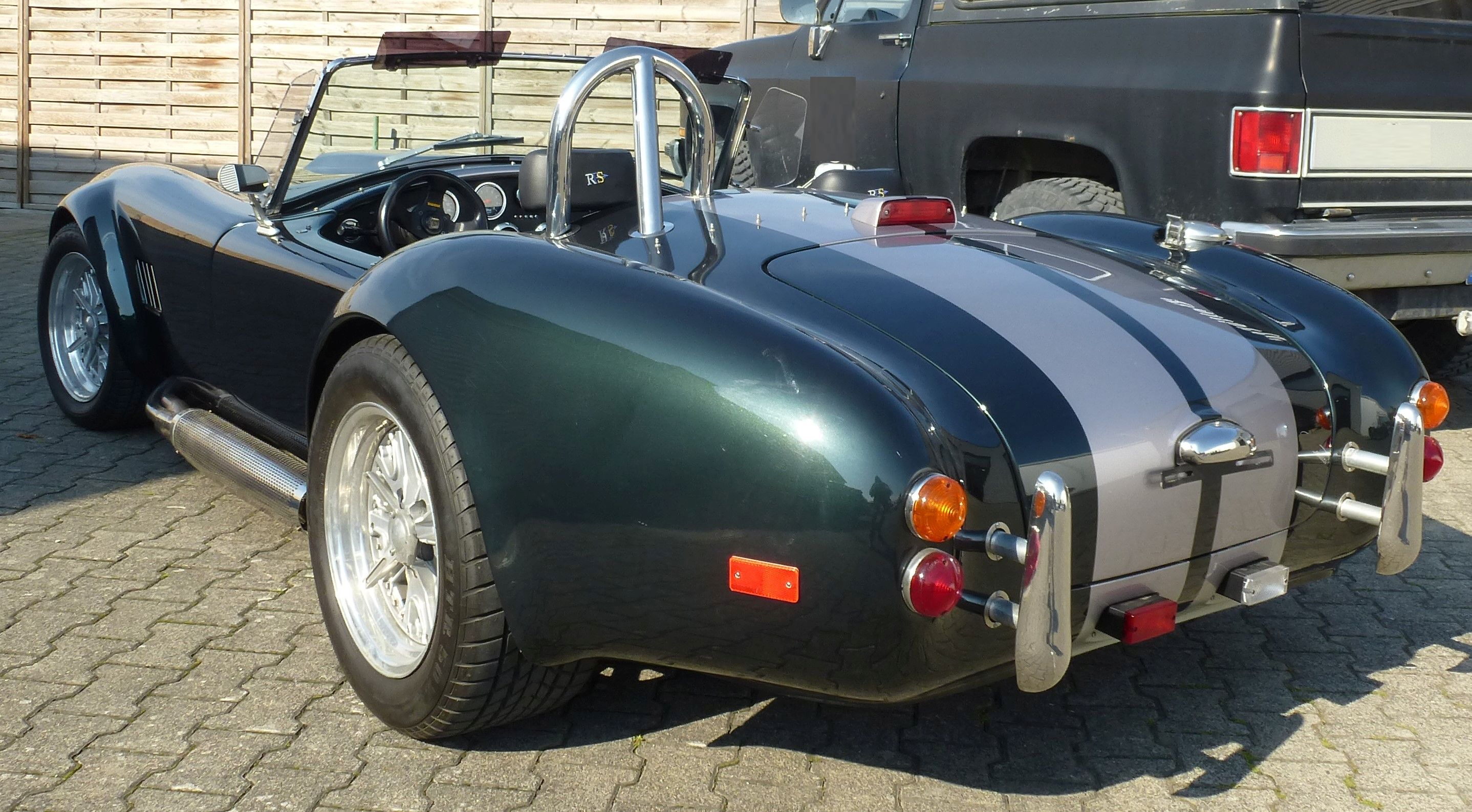
Excalibur Cobra - tył

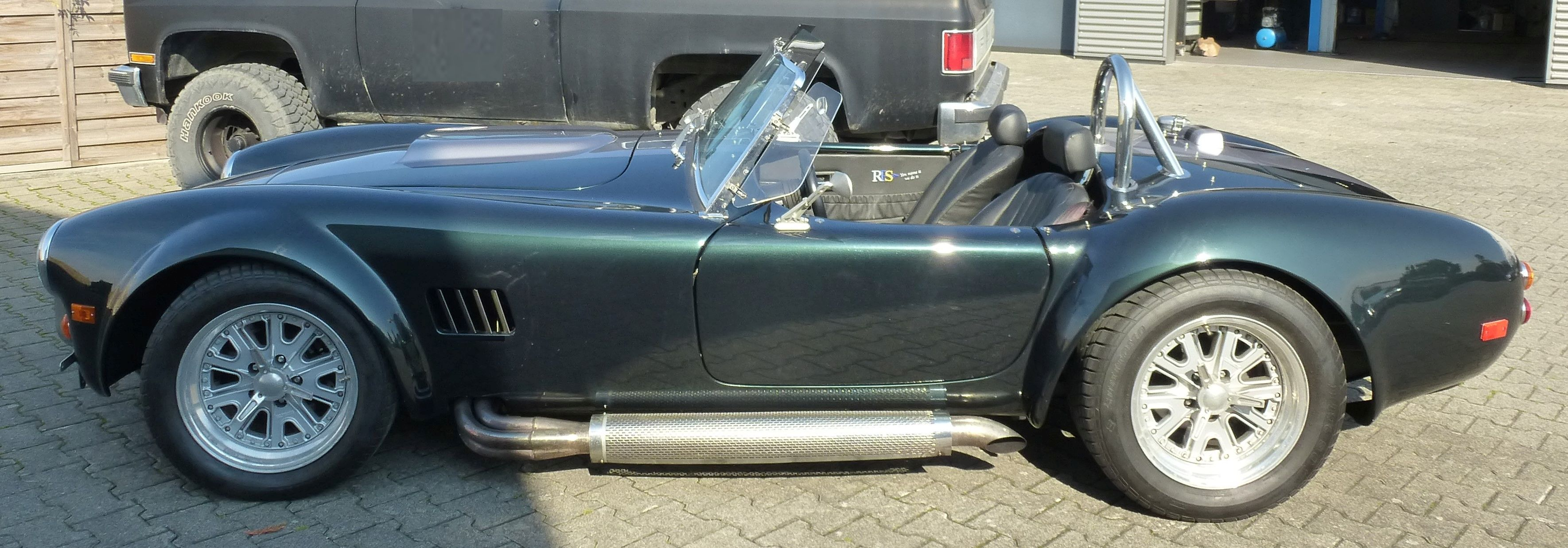
Excalibur Cobra - sylwetka

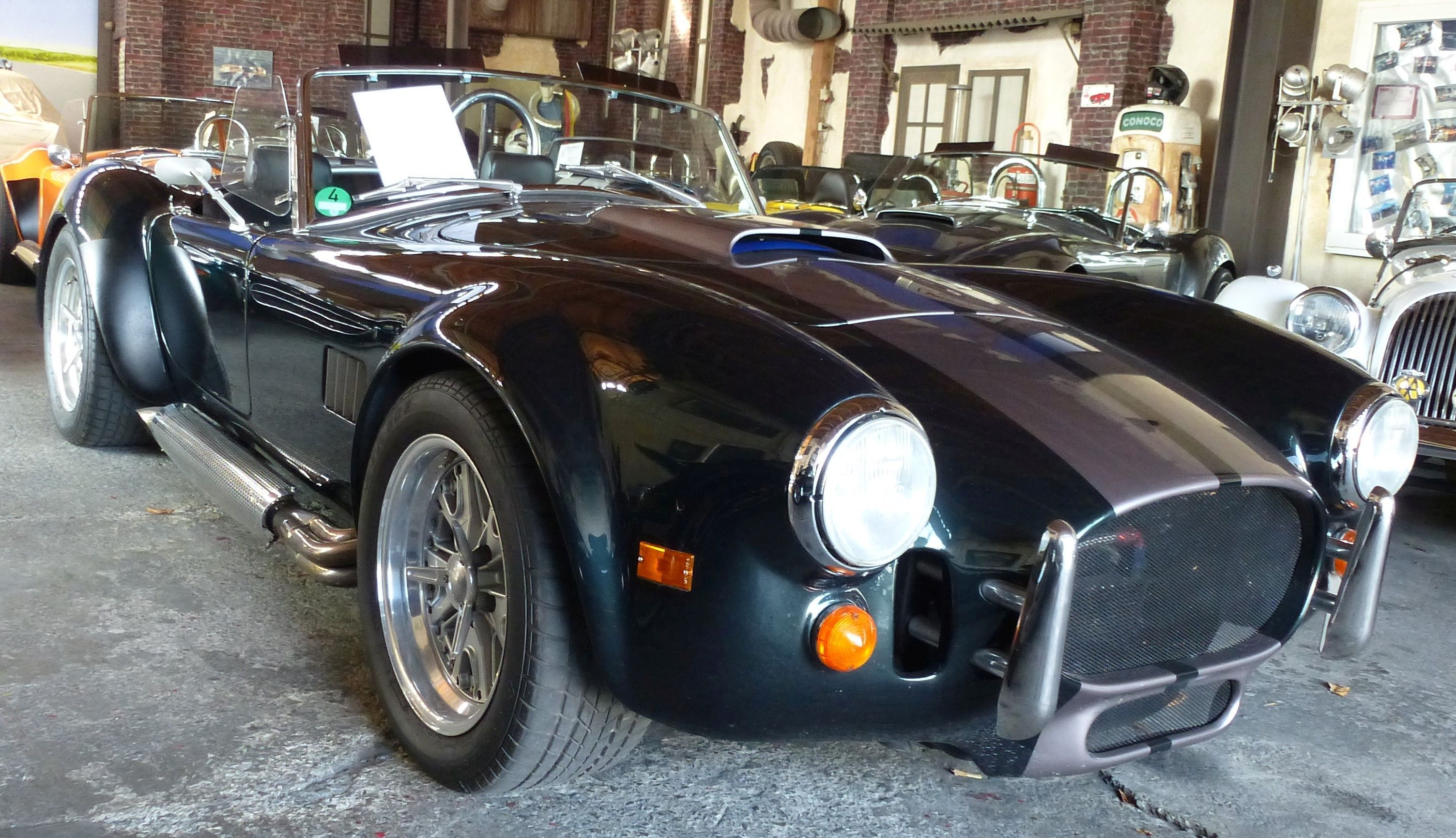
Excalibur Cobra w muzeum

W 1993 roku nowy i zarazem ostatni właściciel pogrążonej w rotacjach na szczeblu właścicielskim amerykańskiej firmy Excalibur podjął decyzję o poszerzeniu portfolio modelowego poza tradycyjną linię neoklasycznych roadsterów. Firma opracowała własną interpretację popularnego brytyjsko-amerykańskiego roadstera AC Cobra w postaci modelu Excalibur Cobra.
Lekki, sportowy roadster pod kątem wizualnym w wiernym stopniu odtworzył wygląd oryginalnego modelu firm AC Cars i Shelby. Pod kątem technicznym wyposażony on był zarówno w przekładnię manualną, jak i automatyczną. Do napędu wykorzystany został 5-litrowy silnik V8 konstrukcji Forda o mocy 215 KM.

### Sprzedaż
W przeciwieństwie do oryginalnej AC Cobra opracowanej głównie z myślą o poruszaniu się w warunkach torowych, model produkowany przez Excalibura przeznaczony był dla nabywców chętnych poruszać się po drogach publicznych. Produkcja pojazdu trwała przez 5 lat, podczas której zbudowano łącznie 100 sztuk Cobry. Był to jeden z dwóch ostatnich samochodów marki Excalibur, po czym firma trwale zakończyła produkcję w 1997 roku.

### Silnik
- V8 5.0l